# Maupin (Oregon)
Maupin ist eine Stadt im Wasco County im US-Bundesstaat Oregon. Am Deschutes River gelegen ist ein Großteil der Wirtschaft der Stadt durch Outdoor-Aktivitäten wie Angeln und Rafting mit dem Fluss verbunden. Die Bevölkerung betrug 427 Einwohner bei der Volkszählung 2020.

## Geschichte
Maupin ist nach Howard Maupin benannt, einem Pionier, der Ende des 19. Jahrhunderts eine Farm und eine Fähre am Ort der Stadt hatte. Ursprünglich hieß der Ort Hunts Ferry nach dem Besitzer einer Fähre auf dem Deschutes River. Dann wurde der Name vom Stadtgründer William H. Staats in Maupin Ferry geändert. Der Name der Stadt wurde um 1909 zu Maupin abgekürzt. Die offizielle Gemeindegründung war 1922.

## Geografie
Nach Angaben des United States Census Bureau hat die Stadt eine Gesamtfläche von 3,76 Quadratkilometern, von denen 3,63 Quadratkilometer Land und 0,13 Quadratkilometer Wasser sind. Der Straßenzugang erfolgt über die US Route 197, die den Deschutes River in der Stadt überquert.

## Demografie
Die Bevölkerung betrug 427 Einwohner bei der Volkszählung 2020.